# Amy Yamazaki
Pour les articles homonymes, voir Amy et Yamazaki.
Amy Yamazaki est une actrice britannique.

## Biographie
Amy Yamazaki est principalement connue pour son rôle de Charlotte Lau (en) dans la série télévisée Hollyoaks.

## Filmographie
- 2001 : Holby City (série télévisée) : Alison Campbell (2 épisodes)
- 2004 : Powers (série télévisée) : Song Li Harris (6 épisodes)
- 2005 : Marigold (téléfilm) : Charlotte
- 2007 : Coming of Age (série télévisée) : Jas
- 2009 : Hollyoaks Later (en) (série télévisée) : Charlotte
- 2009-2010 : Hollyoaks (série télévisée) : Charlotte Lau (70 épisodes)
- 2011 : Law & Order: UK (série télévisée) : Haya Ngama
- 2011 : Mongrels (série télévisée) : Gemma
- 2012 : Absolutely Fabulous (série télévisée) : Agent